# راسيل ديفيز
راسيل ديفيز (بالإنجليزية: Russell T. Davies) (و. 1963  م) هو كاتب سيناريو، ومنتج تلفزيوني، وكاتب خيال علمي، ومنتج بضائع، ومنتج منفذ من المملكة المتحدة، وويلز، ولد في سوانزي.

## التعليم
تعلم في كلية ورسستر.

## أعمال بارزة
من أهم أعماله:
- دكتور هو
- مغامرات سارة جين.

## جوائز وترشيحات
حصل على جوائز منها:
- جائزة هوغو لأفضل عرض درامي قصير  [لغات أخرى]‏، عن عمل: دكتور هو (2010)
- جائزة هوغو لأفضل عرض درامي قصير  [لغات أخرى]‏، عن عمل: دكتور هو (2010)
- جائزة الأوسكار التلفزيونية البريطانية لأفضل مسلسل درامي  [لغات أخرى]‏، عن عمل: دكتور هو (2006)
- جائزة الأوسكار التلفزيونية البريطانية لأفضل مسلسل درامي  [لغات أخرى]‏، عن عمل: دكتور هو (2006)
- نيشان الامبراطورية البريطانية من رتبة ضابط
- الأكاديمية البريطانية لفنون الفيلم والتلفزيون.

ترشح لـ:
- جائزة هوغو لأفضل عرض درامي قصير  [لغات أخرى]‏، عن عمل: دكتور هو (2010)
- جائزة الأوسكار التلفزيونية البريطانية لأفضل مسلسل درامي  [لغات أخرى]‏، عن عمل: دكتور هو (2009)
- جائزة هوغو لأفضل عرض درامي قصير  [لغات أخرى]‏، عن عمل: دكتور هو (2009)
- جائزة هوغو لأفضل عرض درامي قصير  [لغات أخرى]‏، عن عمل: دكتور هو (2007)
- جائزة الأوسكار التلفزيونية البريطانية لأفضل مسلسل درامي  [لغات أخرى]‏، عن عمل: دكتور هو (2006).

## وصلات خارجية
- راسيل ديفيز على موقع IMDb (الإنجليزية)
- راسيل ديفيز على موقع ألو سيني (الفرنسية)
- راسيل ديفيز على موقع ميوزك برينز (الإنجليزية)
- راسيل ديفيز على موقع أول موفي (الإنجليزية)
- راسيل ديفيز على موقع قاعدة بيانات الفيلم (الإنجليزية)
- راسيل ديفيز على موقع كينوبويسك (الروسية)